# Ivica Olić
Ivica Olić (kroatiskt uttal: [ˈiʋitsa ˈɔːlitɕ]), född 14 september 1979 i Davor (nära Nova Gradiška), Kroatien, är en kroatisk före detta fotbollsspelare (anfallare) och numera tränare i ryska CSKA Moskva. 
Olić Spelade under en stor del av karriären i Tyskland där han bland annat vann både cupen och ligan med Bayern München och dessutom spelade han två Champions League-finaler med klubben. De största framgångarna hade han dock i Ryssland där han spelade för CSKA Moskva. Här blev det tre ligatitlar, fyra inhemska cupsegrar och en seger i Uefa-cupen (2004/05). 
Med det kroatiska landslaget spelade han ett flertal EM och VM och gjorde sammanlagt över 100 landskamper.

## Fotbollskarriär
Olić har vunnit tyska Bundesliga och spelat två Europacupfinaler med Bayern München. Hans bästa säsong på klubblagsnivå i Europa blev Champions League-säsongen 2009/2010 då han blev lagets bästa målskytt i turneringen med 8 mål när hans Bayern München tog sig till final mot Inter (förlust 0–2). 
Olić har också spelat ett stort antal landskamper för det kroatiska fotbollslandslaget, bland annat i fotbolls-EM 2004, 2008 och 2012 och fotbolls-VM 2006 och 2014. 
Olić blev åren 2009 och 2010 utsedd till Kroatiens bästa fotbollsspelare.
I mars 2021 blev Olić presenterad som ny huvudtränare i ryska CSKA Moskva.